# Spider-Man (videojuego de 2002)
Spider-Man (también conocido como: Spider-Man: The Movie), es un videojuego de acción-aventura basado en la película homónima de 2002. Se lanzó para PS2, Xbox, GCN, Microsoft Windows y GBA el 16 de abril de 2002 en Norteamérica y el 7 de junio de 2002 en Europa. La versión para GBA se relanzó posteriormente y se incluyó en un cartucho Twin Pack junto con Spider-Man 2 en 2005. Publicadas por Activision, las versiones para consola fueron desarrolladas por Treyarch, la entonces recién adquirida filial de la compañía, que previamente había portado Spider-Man de Neversoft (2000) a Dreamcast. LTI Gray Matter desarrolló la versión para Microsoft Windows (también portó el juego de Neversoft el año anterior) y Digital Eclipse desarrolló la versión para GBA.
El juego sigue principalmente la historia de su versión cinematográfica, pero amplía varias escenas y puntos de la trama con villanos y lugares adicionales ausentes en la película. Tobey Maguire y Willem Dafoe retoman sus papeles como Spider-Man y el Duende Verde, respectivamente, mientras que Bruce Campbell, quien interpretó a un anunciador de lucha libre en la película, narra el tutorial y los niveles adicionales del juego.
Tras su lanzamiento, el juego recibió una respuesta generalmente positiva de la crítica y rápidamente se convirtió en un éxito de ventas. Los elogios se centraron en su presentación, combate y mecánicas de red, aunque algunos criticaron su corta duración, el doblaje y el control de cámara. Tras el éxito del juego, Treyarch se convirtió en el desarrollador principal de todos los principales títulos de Spider-Man publicados por Activision hasta 2008, incluyendo las secuelas Spider-Man 2, el videojuego basado en la película homónima de 2004, y Spider-Man 3, el videojuego basado en la película homónima de 2007.

## Sinopsis
Peter Parker desarrolla poderes arácnidos luego de ser mordido por una araña genéticamente modificada. El juego inicia con un tutorial opcional, narrado por Bruce Campbell, donde Peter aprende a usar sus poderes y el jugador aprende los controles de juego y como leer el HUD. Luego de competir en lucha libre como Spider-Man, Peter es devastado cuando su tío Ben es asesinado por el líder de la pandilla Calaveras. Peter usa sus nuevos poderes para localizar y derrotar al asesino. Peter decide usar sus poderes para el bien y combatir el mal en Manhattan. Mientras tanto, Norman Osborn y Oscorp están investigando la aparición de este nuevo superhéroe. Ansioso de desarrollar el suero del "Súper-Soldado", los mismos utilizados por el trepamuros, Osborn ordena la captura de Spider-Man, usando robots para este propósito. Spider-Man combate estos robots y sale victorioso. Mientras tanto, Shocker ha robado un banco, y se aleja con sus matones a medida que Spidey llega, sólo para ser golpeado por el Buitre. Spider-Man persigue primero al Shocker. Su batalla con Shocker se da en la Grand Central Terminal, en las alcantarillas y en la estación del metro, donde Spider-Man le derrota en una batalla climática. Más tarde, Shocker le cuenta a Spider-Man de la guarida del Buitre: una vieja torre del reloj en el lado este de la ciudad. Spider-Man derrota al Buitre sobre el Edificio Chrysler.
El científico de Osborn le dicen que ahora dos individuos con ADN arácnido están libres en Manhattan, y Osborn ordena capturar a ambos. Robots con forma de araña persiguen a un desesperado Escorpión a través de las tuberías. Peter baja al metro para tomar imágenes del sitio de su batalla con Shocker, cuando se encuentra con Escorpión. Luego de que Spider-Man ayuda a Escorpión a derrotar las máquinas, el Escorpión se torna paranoico y se vuelve contra Spidey, y luego luchan. Spider-Man gana, pero Escorpión escapa. Mientras tanto, Norman Osborn es despedido de OsCorp y toma su propio suero del súper soldado para convertirse en el siempre temido Duende Verde. Spider-Man derrota al Duende en el Festival del Día de la Unión. Luego, Duende se enfrenta al lanzaredes otra vez, pero es derrotado, pero le dice a Spider-Man que ha puesto algunas bombas en la ciudad. Spidey corre contra el tiempo para desactivar las bombas, y es atacado otra vez por Duende, esta vez con murciélagos-navajas.
En la versión para Xbox, Norman contrata a Kraven el cazador luego de la amenaza de bomba, para capturar a Spider-Man; atraído Spider-Man, Kraven envenena al lanzaredes con un gas letal, forzándole a seguir a Kraven por los pasillos del zoológico lleno de trampas hasta que se enfrentan, luchan y Kraven es derrotado en una arena en el zoológico
Luego de estudiar bajo un microscopio una navaja de uno de los murciélagos-navaja del Duende, y descubrir que es una manufactura de OsCorp, Spider-Man se dirige a OsCorp para buscar algún dato que conecte con el Duende. Él descubre que la compañía está produciendo armas químicas altamente peligrosas, y logra detener la operación. Después de descubrir que el Duende Verde va tras Mary Jane, Spider-Man le persigue hasta un puente. Aquí, Spider-Man tiene su batalla final contra el Duende Verde, quien muere empalado por su propio deslizador, no sin antes quitarse la máscara para revelar que es Norman Osborn. Las últimas palabras de Osborn son, "Dile a Harry, que lo lamento." Spider-Man le contesta, "Lo lamento también." Mary Jane y Spider-Man se reúnen, se besan, y el juego termina.

## Reparto
- Peter Parker/Spider-Man (voz de Tobey Maguire)
- Duende Verde/Norman Osborn (voz de Willem Dafoe)
- Mary Jane Watson (voz de Cat O'Conner)
- Harry Osborn (voz de Josh Keaton)
- Shocker/Herman Schultz (voz de Michael Beattie)
- Buitre/Adrian Toomes (voz de Dwight Schultz)
- Escorpión/Mac Gargan (voz de Mike McColl)
- Mendel Stromm (voz de Peter Lurie)
- Kraven el Cazador/Sergei Kravinoff (voz de Peter Lurie)
- El narrador (voz de Bruce Campbell)
- J. Jonah Jameson (voz de Jay Gordon)
- Bone Saw McGraw (voz de Jay Gordon)
- Guardia de seguridad (voz de Dan Gilvezan)

## Jugabilidad
Como Spider-Man, junto con Spider-Man 2: Enter Electro,Spider-Man es un juego de acción basado en niveles, con el jugador como Spider-Man. La mitad de los niveles son adentro, pero el resto de los niveles se encuentran fuera de los rascacielos de Nueva York y lo obligan a treparse de un edificio a otro, sin embargo Spider-Man no puede aterrizar en el suelo, porque va a morir si se acerca demasiado. Los niveles están en "secciones" con un enemigo diferente para cada uno, cada sección dura alrededor de 3 niveles. Cada nivel, a excepción de los dos últimos, tiene una pantalla de bonus después de ella. En general, se encuentran los bonos "Tiempo" (terminar el nivel en una hora), "Perfecto" (No recibir daños o ser detectado) y "Estilo" (utilizar el mayor número de combos posibles). Otros específicos de nivel son "Secretos" (descubre un área secreta), "Combate" (derrota a todos los enemigos). Los jugadores pueden ganar, dependiendo de la dificultad, los puntos para completar estas tareas. En modo de Compañero, cada bono es de 500 puntos, Héroe es de 700, y Super-Héroe es de 1000 cada uno.
Las habilidades básicas son movimientos de balanceo, disparar, puñetazos y patadas, enredar, centrar la cámara y el Modo Red en Modo Mejorado. Dependiendo de cómo el jugador combina diferentes botones, tiene efectos diferentes. Escalar los muros es automático, y los jugadores también son capaces de levantar objetos pesados y ligeros, como los coches y sillas. Hay 21 combos diferentes de lucha, que se obtienen al conseguir las Arañas de Oro que se utilizan para obtener estos combos, con 4 controles de redes, cada una con un tipo de "actualización" a cada uno. También existe el "modo invisible", donde Spider-Man está en las sombras, y por lo tanto es indetectable para los enemigos. Esto es necesario para ganar puntos extra en el juego.
Después de completar el modo historia del juego, un bonus desbloqueable permite al jugador jugar cualquier nivel en el juego como Harry Osborn en el traje del Duende Verde de su padre, con su planeador y su arsenal, a raíz de una realidad alternativa con Harry luchando contra un duende "alternativo", añadiendo un poco de nueva sensación de la historia, a pesar de que están jugando exactamente los mismos niveles que se hace con Spider-Man. Los trajes desbloqueables para Spider-Man incluyen a Peter Parker en su ropa de civil, el traje de lucha libre hecho en casa de la película, y el diseño de prototipo del aclamado artista de cómics Alex Ross para el traje de la película Spider-Man, que también permite que el Duende lleve el primer diseño de Ross durante las batallas.

## Enemigos
- Bone Saw (En el entrenamiento modo "combate básico") - Este personaje no aparece en la versión de GBA.
- Dennis "Spike" Carradine‡
- Herman Shultz/Shocker‡
- Adrian Toomes/Buitre‡
- Mac Gargan/Escorpión‡
- Sergei Kravinoff/Kraven El Cazador (Sólo para Xbox y Game Boy Advance) ‡
- Norman Osborn/Duende Verde‡
- Oscorp Super Mech‡
- OsCorp Lite Mechs
- OsCorp Super Soldiers
- OsCorp Guards
- Skull Gang Thugs
- Matones del Shocker

‡ El personaje es un Jefe.

## Recepción
Las críticas fueron buenas, con muchos críticos en el momento teniendo en cuenta que este era el mejor juego de Spider-Man. Sin embargo, las críticas cayeron sobre los niveles en interiores, la actuación de la voz de Tobey Maguire y la mala cámara, así como el hecho de que era demasiado corto y podría completarse en 3 horas. A pesar de estos defectos, el juego era lo suficientemente bueno para obtener una salida 8.4 del 10 de IGN, y un 4 de 5 de GameSpy.
Las ventas altas (dos millones de copias de la versión de PlayStation 2 y más de 400.000 de GameCube y Xbox) se vendieron sólo en Norteamérica, lo que permite que el juego entre en el "best-sellers" de cada consola (los más grandes éxitos de PS2, Player's Choice de GameCube y los Éxitos de Platino de Xbox). Fue ascendido recientemente a "Lo mejor de los Éxitos de Platino" en Xbox.